# Ka'b ibn al-Ashraf
Ka'b ibn al-Ashraf (en arabe : كعب بن الاشرف ; mort en 624), poète et l'un des chefs de la tribu juive de Médine Banu Nadir, s’opposa à Mahomet après la bataille de Badr. Il fut assassiné après l'expulsion de sa tribu les Banu Qaynouna.
Né d’une mère de la tribu juive Banu Nadir et d'un père arabe, il suivait la religion de sa mère,.

## Le conflit entre Ka'b ibn al-Ashraf et le Prophète
Les sources qui évoquent ce conflit sont musulmanes.
Mécontent du nombre élevé de morts parmi les chefs Quraychites (tribu d'origine de Mahomet, restée polythéiste) à la bataille de Badr,, Ka'b ibn al-Ashraf se serait rendu à La Mecque pour manifester son soutien à cette tribu, établissant selon certaines sources une alliance avec Abu Sufyan, adversaire (et parent) de Mahomet, au mépris de la constitution de Médine. Il aurait aussi envisagé d’éliminer Mahomet. Selon al-Zamakhshari, al-Tabarsi, al-Razi et al-Baidawi, ce serait l’archange Gabriel qui aurait informé celui-ci de ses agissements.
On lui aurait aussi reproché un poème érotique de nature insultante envers les femmes musulmanes de Médine,.
Mahomet ayant commandité l'assassinat de Ka'ib ibn al-Ashraf, Muhammad ibn Maslamah se porta volontaire. Avec quatre complices, dont un frère adoptif d’Ibn al-Ashraf, Muhammad ibn Maslama attira Ka'ib ibn al-Ashraf hors de ses murs une nuit de pleine lune sous prétexte d’une négociation, ; ils le tuèrent atrocement.
L'année suivante, les Banu Nadir tentèrent d'assassiner Mahomet. Ils furent en représailles attaqués puis expulsés ; ils se réfugièrent à Khaybar, mais y furent poursuivis et vaincus par les musulmans en 628 ou 629, lors de la bataille de Khaybar.

## Récits de l'assassinat de Ka'b ibn al-Ashraf

### Ibn Ishaq (VIIIesiècle)
L’épisode largement développé par Ibn Ishaq est ici résumé.
Plusieurs hommes s’étaient associés pour tuer Ka'b. La nuit, ils se promenèrent avec le poète. Un poète, Abu Nâ’ilah se montrait fort gentil avec Ka'b. Il promenait sa main dans ses cheveux en disant : « Je n’ai jamais senti un meilleur parfum ». Ils marchèrent pendant plusieurs heures, pour mettre en confiance le poète juif. Puis soudain Abu Nâ’ilah saisit les cheveux de la tête de Ka'b en disant : « Frappez cet ennemi de Dieu ! » Ils le frappèrent mais leurs épées qui se croisaient sur Ka'b ne pouvaient cependant l’achever. Muhammad b. Maslama dit : « Je me suis souvenu d’un couteau attaché à mon épée. Je le pris et l’enfonçai dans son bas-ventre et je me pressai sur lui jusqu’à ce que j’atteigne le pubis. Alors Ka'b tomba par terre. »
L’assassinat du poète juif est largement traité sur sept longues pages par Ibn Ishâq. Cela arriva la troisième année de l'hégire.

### Tabari (Xesiècle)
Tabari donne également un récit circonstancié de l'assassinat dans ses Chroniques, dont voici un résumé.
Ka'b commandait la forteresse des Banu Nadir et possédait en face de cette forteresse des plantations de dattiers, des champs de blé, qui lui avaient permis d'acquérir une fortune considérable. « Il avait de l'éloquence et était poète. » Apprenant la nouvelle de la victoire des musulmans contre les Quraïchites, la tribu de Mahomet, restée polythéiste, il en fut triste « car les Quraïchites étaient ses parents » [les parents de Ka'b par son père]. Il se rendit donc à La Mecque, ville de cette tribu de Quraïsh, y « consola les habitants, composa des élégies sur les morts et des satires contre le Prophète et contre ses compagnons. Ensuite il revint à Médine » ; il disait : « Pleurez, pour que l'on pense que Mohamed est mort, et que sa religion cesse d'exister. » Mahomet se plaignit de lui et dit : « Qui donnera sa vie à Allah, et tuera cet homme ? » Un de ses compagnons médinois (Ansâr), Muhammad ibn Maslamah, se proposa, mais redoutant la puissance de Ka'b, il demanda la permission de dire du mal de lui (pour piéger son ennemi), ainsi que des auxiliaires ; huit hommes se joignirent à lui, parmi lesquels un frère de lait de Ka'b, Silkân fils de Salama, surnommé Abu Nâ’ilah [mentionné sous ce nom dans le récit de Ibn Ishaq].
Ils arrivèrent la nuit à la porte du château de K'ab, demandèrent à lui parler ; son épouse effrayée tenta de le retenir, mais il lui répondit : « L'homme noble, quand bien même on l'appellerait à la mort, répond à l'appel. » Le frère de lait de Ka'b, pour l'attirer dans le verger, lui demanda du blé et des dattes afin de nourrir sa famille, et, médisant sur Mahomet (« c'est un fléau, dit-il »), fit porter sur lui la responsabilité de la famine. En échange du don de nourriture, il promit à Ka'b de lui laisser en gage ce qu'il exigerait de lui. Ka'b demanda en gage les enfants de Silkân (Abu Nâ’ilah), qui proposa plutôt ses armes et celles de ses compagnons, pour tromper la méfiance de Ka'b au vu des huit hommes armés. Ka'b accepta ce gage. « Ka'b avait une chevelure sur le cou, elle était parfumée de musc et d'ambre. À chaque instant, Silkân lui prenait la tête, l'attirait vers lui et en respirait les parfums, en disant : « Quelle délicieuse odeur ! » » « Arrivés au milieu du verger, Silkân saisit fortement Ka'b par les cheveux, et dit : Chargez ! Muhammad ibn Maslamah, le serra également, et Harith, fils d'Aus, vint à leur aide. Les autres prirent leurs sabres et le frappèrent. »
Commentant cet épisode, Jacques Berque écrit : « La ruse, la traîtrise parfois font partie des mœurs de la guerre, et les Compagnons mêmes [du Prophète] ne peuvent s'en abstenir. C'est ainsi que l'un d'eux vint à bout de Ka'b ibn al-Ashraf. »

### Autre
L'assassinat de Ka'b ibn al-Ashraf est évoqué dans le roman de Barouk Salamé Le testament syriaque.

## Le poète
Ka'b ibn al-Ashraf figure dans Les Classes des poètes arabes (Tabaqat) de Ibn Sallâm al-Jumahî, philologue des VIIIe – IXe siècle, dans la classe des poètes juifs, aux côtés de Samaw'al (VIe siècle), Saaya ibn Urayd (VIIe siècle), Al-Rabi ibn Abu al-Huqayq (en) et quatre autres poètes.